# Attische Seuche
Die Attische Seuche, genannt auch „Pest von Athen“, war eine Epidemie, die in den Jahren 430–426 v. Chr. während des Peloponnesischen Krieges in Athen, dem Hauptort der antiken Region Attika wütete. Der Krankheitserreger ist unbekannt.
Über den Verlauf dieser Epidemie berichtet der griechische Historiker Thukydides, der selbst daran erkrankte. Sie wird daher auch als Pest des Thukydides oder Seuche des Thukydides bezeichnet. Das lateinische Wort pestis wie auch das altgriechische λοιμός loimós (übersetzt als „Pest, Seuche, jede ansteckende, schnell um sich greifende, tödliche Krankheit“) bezeichnet allgemein eine Infektionskrankheit im Gegensatz zu dem deutschen Wort „Pest“, das ein Lehnwort aus dem Lateinischen ist, sich aber auf das konkrete Pestbakterium bezieht. Kenntnisse über Infektionskrankheiten waren in der Antike vorhanden. Seuchen wurden teilweise auch als „Strafe eines Gottes“ angesehen.

## Geschichte und Auswirkungen
Die Attische Seuche traf Athen in den Jahren 430–426 v. Chr. zur Zeit des Peloponnesischen Krieges, der 431 v. Chr. begann, zu Krisen der attischen Demokratie führte und mit der Kapitulation Athens 404 v. Chr. endete.

Der delisch-attische Seebund, kurz vor Ausbruch des Peloponnesischen Krieges

Über die Ereignisse und die Epidemie während der Belagerung Athens durch die Spartaner berichten die genauen Aufzeichnungen des griechischen Historikers Thukydides, der selbst erkrankte. Thukydides, der attischer Bürger und beim Ausbruch der Seuche mindestens 24 Jahre alt war, schildert deren Verlauf im zweiten seiner acht Bücher über den Peloponnesischen Krieg (Kapitel 47 bis 54) ausführlich. Er beschreibt am eigenen Leib erlebte sowie beobachtete Krankheitszeichen und bemerkte, dass keiner, der die Krankheit überstanden hatte, sie ein zweites Mal bekam; dies kann als erster schriftlicher Hinweis in der westlichen Welt auf ein immunologisches Gedächtnis gesehen werden:

«δὶς γὰρ τὸν αὐτόν, ὥστε καὶ κτείνειν, οὐκ ἐπελάμβανεν.»

„[…] denn zweimal über denselben fiel die Krankheit nicht her, jedenfalls nicht mit tödlichem Ausgang.“

Der Attischen Seuche fiel etwa ein Viertel der Athener Bevölkerung zum Opfer, darunter im Jahr 429 v. Chr. auch Perikles. Thukydides berichtet, dass die einen gestorben seien, weil sich aus Angst vor Infektion niemand um sie gekümmert habe, während andere trotz aller denkbaren medizinischen Betreuung verstarben, da die bekannten Medikamente nicht wirksam waren. Auch Tiere seien von der Krankheit betroffen gewesen. Die Auswirkungen der Seuche werden für die Niederlage Athens im Peloponnesischen Krieg verantwortlich gemacht.
Auf der Suche nach vermeintlich Schuldigen entwickelte sich das Gerücht, die Spartaner hätten die Brunnen vergiftet. Zugleich gab es die Ansicht, Seeleute hätten die Krankheit aus dem Orient eingeschleppt. Verbreitet war auch die Deutung als göttliche Strafe.

## Symptome
Die Krankheit trat – dem Bericht des Thukydides zufolge – plötzlich bei Menschen auf, die vorher noch bei bester Gesundheit gewesen waren, und schritt von oben nach unten fort, indem es zu Beginn zu einem starken (inneren) Hitzegefühl im Kopf mit entzündeten und geröteten Augen kam und sich Schlund und Zunge wie roh anfühlten. Es folgten Niesen, Heiserkeit und Husten sowie grippale Anzeichen. Der Atem kam dabei übelriechend und unregelmäßig, die Erkrankung griff auf den gesamten Körper über, und wenn sie den Magen erreicht hatte, drehte es diesen förmlich um, sodass unter schrecklicher Übelkeit Galle in allen damals unterschiedenen Formen erbrochen wurde. Schließlich erfasste die Krankheit die Schamteile und Gliedmaßen bis in die Finger- und Zehenspitzen. Viele seien nur davongekommen, weil sie diese verloren hätten, während andere wiederum erblindet seien oder ihr Gedächtnis verloren hätten.
Der Körper habe sich nicht übermäßig heiß angefühlt, sei nur leicht gerötet und von Bläschen und Geschwüren übersät gewesen. Innerlich hätten die Erkrankten aber ein heftiges Feuer in sich brennen gespürt, sodass einige von unstillbarem Durst, Schlaflosigkeit und Unruhe getrieben in Brunnen gesprungen seien. Im häufigeren Fall sei man, ohne ganz entkräftet zu sein, nach sechs oder acht Tagen gestorben, seltener sei es nach einer vorübergehenden Erholung zu einem Übergreifen auf den Unterleib mit starker Geschwürbildung und Auftreten einer Diarrhoe gekommen, sodass diese Erkrankten an der daraus folgenden Erschöpfung starben.
Ein „hohler Schluckauf“ wurde als kennzeichnend bei den meisten Erkrankten beschrieben, wodurch heftige Krämpfe ausgelöst wurden und der bei den einen nach Abklingen der Symptome, bei den anderen noch sehr viel später aufgetreten sei.

## Hypothesen
Der Versuch, die von Thukydides geschilderten Symptome mit einer heute bekannten Krankheit in Zusammenhang zu bringen, hat bis 2006 zu mehr als 200 Veröffentlichungen zum Thema mit mindestens 29 „Verdachtsdiagnosen“ geführt.
Als ursächlich wurden bislang unter anderem folgende Krankheitserreger angegeben:
- Salmonella enterica serovar Typhi als Verursacher des Typhus
- Rickettsia prowazekii (siehe Rickettsien) als Verursacher des Fleckfiebers
- Bacillus anthracis als Erreger des Milzbrands
- Yersinia pestis als Erreger der Pest
- ein Toxisches Schocksyndrom durch Staphylokokken als Komplikation einer Influenza
- ein Pockenvirus als Erreger der (echten) Pocken
- das Lassa-Virus als Erreger des Lassafiebers
- das Orthoebolavirus als Erreger des Ebolafiebers[9]
- Mycobacterium tuberculosis als Verursacher der Tuberkulose
- β-hämolysierende Streptokokken als Erreger des Scharlachs
- das Masernvirus als Erreger der Masern
- das Marburg-Virus als Erreger des Marburgfiebers
- Phleboviren als Erreger des Rifttalfiebers
- Bunyaviren als Erreger des Krim-Kongo-Fiebers
- Arboviren als Erreger des Kyasanur-Wald-Fiebers
- Borrelien als Erreger des Rückfallfiebers
- Francisella-Bakterien als Verursacher der Tularämie
- Junin-/Machupoviren als Erreger des Argentinischen/Bolivianischen Hämorrhagischen Fiebers
- Hantaviren (verursachen hämorrhagisches Fieber mit renalem Syndrom)
- Alphaviren als Verursacher der Pferdeenzephalitis (kann mit Hämorrhagie einhergehen)

Als Möglichkeit in Erwägung gezogen werden muss auch, dass es sich um eine heute nicht mehr auftretende Seuche handelte. Ebenso wird eine Identifizierung dadurch erschwert, dass heute bekannte Krankheiten durchaus in der Zwischenzeit Veränderungen hinsichtlich ihrer geographischen Verbreitung, Symptomatik, Übertragung wie auch ihrer Virulenz durchgemacht haben können. Auch ein Zusammentreffen bzw. eine Überlagerung zweier Seuchen wurde als mögliche Erklärung diskutiert.
Die früher geäußerte Hypothese, Ergotismus, eine Vergiftung mit Mutterkorn, könne bei der Epidemie (neben einer anderen Krankheit) zumindest mitbeteiligt gewesen sein, wurde bereits Ende des 19. Jahrhunderts als extrem unwahrscheinlich verworfen.
2005 wurde über die Ausgrabung eines Massengrabes mit 150 Leichen im antiken Friedhof von Kerameikos in Athen berichtet. Die Datierung des Grabes auf das 5. Jahrhundert v. Chr. und die Anordnung der Begrabenen sprechen für die Vermutung, dass es sich hier um Opfer der Seuche handeln kann. Von drei geborgenen Zähnen wurde die Zahnpulpa, die wegen ihrer Stabilität über die Jahrhunderte, ihrer (ehemals) guten Gefäßversorgung und ihrer primären Keimfreiheit als geeignetes Material erschien, mittels der Polymerase-Kettenreaktion auf DNA-Fragmente verschiedener Mikroben untersucht. Während die Suche nach sechs potentiellen anderen Erregern ergebnislos verlief, konnte Erbmaterial mit Ähnlichkeit eines Stammes von Salmonella enterica serovar typhi nachgewiesen werden. Die Schlussfolgerung der Autoren, dass damit Typhus als wahrscheinliche Ursache der Attischen Seuche naheliege, wurde allerdings von kritischen Kommentatoren nicht geteilt. So wurde insbesondere bemängelt, dass alleine die Tatsache, dass in den untersuchten Proben Salmonellen-DNA gefunden wurde, keineswegs Todesursächlichkeit bedingt. Auch die Möglichkeit, dass es sich bei diesem Befund um eine Kontamination durch Bodenbakterien handeln könnte, wird diskutiert. Zudem sind die durch Thukydides beschriebenen Symptome nur teilweise mit diesem Untersuchungsergebnis in Einklang zu bringen.